# Ventaja comparativa

Una ilustración del principio de ventaja comparativa en un caso ficticio que confronta a dos grupos de individuos: uno más eficiente que el otro en los dos tipos de producción previstos (el queso y el vino). La especialización de cada uno de los grupos en la producción para la cual disponen de una ventaja comparativa y el recurso al comercio libre beneficia a ambos.

El modelo de la ventaja comparativa es uno de los conceptos básicos que fundamenta la teoría del comercio internacional y demuestra que los países tienden a especializarse en la producción y exportación de aquellos bienes que fabrican con un coste relativamente más bajo respecto al resto del mundo, en los que son comparativamente más eficientes que los demás y que tenderán a importar los bienes en los que son más ineficaces y que por tanto producen con unos costes comparativamente más altos que el resto del mundo.
Esta teoría fue desarrollada por David Ricardo a principios del siglo XIX, y su postulado básico es que, aunque un país no tenga ventaja absoluta en la producción de ningún bien, es decir aunque fabrique todos sus productos de forma más cara que en el resto del mundo, le convendrá especializarse en aquellas mercancías para las que su ventaja sea comparativamente mayor o su desventaja comparativamente menor. Esta teoría supone una evolución respecto a la teoría de Adam Smith. Para Ricardo, lo decisivo en el comercio internacional no serían los costes absolutos de producción en cada país, sino los costes relativos.

## Supuestos básicos del modelo de Ricardo
Los supuestos básicos que subyacen en el modelo de Ricardo, aunque él nunca los dio a conocer con la claridad del caso, son los siguientes:
- Desde el punto de vista de la producción:
  - Cada país produce dos bienes mediante el empleo de un solo factor de producción que es totalmente homogéneo del que hay una dotación fija:  el trabajo.
  - La tecnología se representa mediante una función de producción de coeficientes fijos, lo que tiene como consecuencia que las productividades marginales y medias del trabajo van a ser iguales entre sí.
- Desde el punto de vista de la demanda:
  - Se cumple la ley de Say, todo lo que se produce es vendido y no se puede gastar más de lo que se produce.
- Respecto al comercio internacional:
  - El mundo sólo tiene dos países, (en el ejemplo Inglaterra y China).
  - El comercio es libre. No existen restricciones al comercio.
  - No hay costes de transporte.
  - El trabajo es inmóvil internacionalmente.
- Supuestos institucionales:
  - Existe competencia perfecta en todos los mercados y en todos los países.
  - El valor de un bien se determina por el número de horas que incorpora el trabajador.
  - Los gustos están dados.
  - La estructura y distribución de la renta está dada y es conocida.

## Formulación de la teoría
Si el país A produce un bien a un menor costo que el país B, conviene a este último comprarlo que producirlo. Se dice entonces que el país A tiene una ventaja comparativa respecto al B. Consecuentemente, los aranceles tienen un efecto negativo sobre la economía, ya que privan al consumidor de productos baratos, y a los que producen el bien más barato, de beneficios. También cabe aclarar que David Ricardo sostenía que el valor de los bienes se establece a partir del trabajo, y por eso se interesó en analizar los precios individuales, tema que fue retomado posteriormente por otros economistas.
Análisis Económico:
aLx = Factor de trabajo del producto X en el país A
aLy = Factor de trabajo del producto Y en el país A
aL'x = Factor de trabajo del producto X en el país B
aL'y = Factor de trabajo del producto Y en el país B
{\displaystyle (aLx/aLy)<(aL'x/aL'y)} Diremos que tenemos ventaja comparativa en producir el bien X en el país A,
Siempre y cuando:
(Px /Py) = Precio relativo de los bienes.
{\displaystyle (Px/Py)>(aLx/aLy)}
El producto X tiene una ventaja comparativa frente al producto Y.
Por lo que se determina que deberemos producir el bien X, y por lo tanto especializarnos.
En caso de que:
{\displaystyle (Px/Py)=(aLx/aLy)}
No tendremos ningún tipo de ventaja comparativa dado que dará igual producir un bien o el otro.
claro que la ventaja comparativa tiene que ver mucho con la economía del país

## Las ganancias del comercio
La conclusión de la teoría de la ventaja comparativa es que dos países cuyas productividades relativas del trabajo difieren en las industrias existentes, tenderán a especializarse en la producción de una determinada industria. Una manera de comprender por qué es beneficiosa la especialización es entenderla como una vía indirecta de producción. Un país puede fabricar todo tipo de productos pero puede ser más eficiente que se concentre en la fabricación de un producto, venda su excedente en el mercado internacional, y con las ganancias obtenidas compre también en el mercado internacional los otros productos que necesita y no ha fabricado, de esta manera está fabricando estos productos por vía indirecta.

## Ejemplos

### Primero
La teoría de la ventaja comparativa no se muestra solo en el comercio internacional, puede tener también su aplicación en cualquier mercado.
Supongamos una abogada que es 200 veces mejor abogada que su secretaria y además a la vez es capaz de mecanografíar 2 veces más rápido que ella. 
A pesar de que la abogada realiza ambas actividades mejor que su secretaria, no realizará ambas, se especializará en el trabajo que le resulte más productivo, en este caso el de abogacía, ya que sería el que le proporcionaría una mayor renta, por lo tanto un menor coste relativo (por el mismo tiempo gana el doble de renta). El resultado no sería que la abogada hiciese todo el trabajo y la secretaria permanezca ociosa, sino que ambas ganarían con la situación en la que la abogada se concentrara en la labor de abogacía y contratara a la secretaria para que realizase la labor de mecanografiado, ambas obtienen beneficio del intercambio.

### Segundo
Supongamos que el mejor jugador de golf de todos los tiempos tiene una casa con jardín que usa para practicar. Imaginemos que el jugador de golf puede cortar el césped de su jardín en 3 horas, tiempo que igualmente puede dedicar a rodar un anuncio con el que obtendrá unos ingresos de 100.000€. Su vecino puede cortar el césped del jardín de nuestro golfista en 5 horas, tiempo que podría dedicar a trabajar en una empresa y ganar 100 €.
En este ejemplo, el coste de oportunidad de cortar el césped es de 100 000 € para el golfista y de 100 € para el vecino. Vemos que el golfista tiene ventaja absoluta en la actividad de cortar el césped pero el vecino tiene ventaja comparativa en esa actividad porque tiene un coste de oportunidad menor (debe renunciar a menos). 
En este caso, las ventajas derivadas del comercio son grandísimas. Mientras el golfista contrate al vecino para que le corte el césped y le pague más de 100 € y menos de 100 000 €, ambos saldrán ganando.

### Tercero
Ahora vamos a mostrar un ejemplo matemático:
Supongamos que en el mundo hay dos países, A y B (A un país, B el resto del mundo). Existen dos productos sobre los que comerciar, ordenadores y trigo.
Ambos países dedican 8 horas al día en la producción, 4 para producir ordenadores y 4 para producir trigo. El país A produce y consume 12 ordenadores y 40 kg de trigo, el país B produce y consume 4 ordenadores y 60 kg de trigo.
Sin existir comercio entre los dos países, se produce diariamente 16 ordenadores y 100 kg de trigo. Si comerciasen, el país A sólo produciría ordenadores ya que tiene ventaja comparativa, produce 3 ordenadores en 1 hora (12ord/4horas=3 ordenadores en 1 hora), frente al país B que tarda en producir 1 ordenador 1 hora (4 ord/4horas=1 ord por 1 hora). Y el país B produciría sólo trigo ya que posee ventaja comparativa, tarda en producir 15 kg de trigo 1 hora, mientras que el país A tarda 1 hora en producir 10 kg de trigo.
Si se abren los mercados al comercio internacional, el país A se especializaría en la producción de ordenadores y el país B en la producción de trigo, ya que poseen ventaja comparativa en dichas producción frente al otro país. Si todo el tiempo que poseen lo dedican a aquello que poseen ventaja comparativa:
Ordenadores:
- A = 3x8=24
- B = 0

Trigo:
- A = 0
- B = 15 x 8 = 120

Ahora en el mundo se producirá diariamente 24 ordenadores y 120 kg de trigo, trabajando las mismas horas. Por lo tanto con el comercio internacional se gana.
Supongamos (como dice el párrafo anterior) que el país A quieren consumir 12 ordenadores, por lo tanto en el mundo sobran 12 ordenadores. El país B quiere consumir 60 kg de trigo, le sobran otros 60 kg. Por lo tanto:
Consumo sin comercio:
Ordenadores:
- A = 12
- B = 4

Trigo:
- A = 40
- B = 60

Consumo con comercio:	
Ordenadores:
- A = 12
- B = 12

Trigo:
- A = 60
- B = 60

Consumen más de lo que producen y de los que intercambian. Antes entre ambos consumían 16 ordenadores y ahora 24, antes 100 kg de trigo y ahora 120 kg de trigo.
Ventaja comparativa
Supongamos:
Ordenadores:
- A = 3
- B = 1

Trigo:
- A = 10
- B =  8

Ahora el país A posee ventaja absoluta en la producción de ambos bienes: 3>1 y 10>8.
Coste de oportunidad: producir un bien a costa del otro:
Ordenadores:
- A = 10/3
- B = 8/1=8

Trigo:
- A = 3/10=0,3
- B = 1/8

Si el país A quiere producir 3 ordenadores más, tiene que dejar de producir 10 kg de trigo. 
Precios relativos internos del país A
Precios relativo internos del país B:
El país A produce ordenadores a menor coste (10/3 < 8), es decir, es más eficiente en la producción de ordenadores.
El país B produce trigo a menor coste (1/8<3/10), es decir, es más eficiente en la producción de trigo.
En conclusión, el ejemplo matemático demuestra que a través del comercio internacional el bienestar de los países aumenta, ya que se produce más gracias a una mejora en la eficiencia productiva, además existe un mayor número de productos destinados al consumo, por lo que el bienestar de los consumidores aumenta. Basándonos en que ningún país puede obtener ventaja comparativa en la producción de todos los bienes, los países están destinados a comercializar.

## Causas y consecuencias
La teoría de David Ricardo constituye la esencia del argumento a favor del libre comercio. En la actualidad los supuestos de David Ricardo han sido criticados fundamentalmente porque él consideraba los costos constantes, a cualquier nivel de producción y no tomó en cuenta los rendimientos decrecientes. Pero aún en nuestros días la teoría de David Ricardo sigue teniendo vigencia, y es defendida por gran número de economistas. Además se han hecho nuevas formulaciones del principio de la ventaja comparativa sobre hipótesis más generales que muestran que la esencia de la idea ricardiana es válida.

### Causas de la ventaja comparativa
Los economistas señalan frecuentemente tres factores como determinantes de que un país posea ventaja comparativa en la producción de un determinado bien:
- Diferencias de clima y recursos naturales, los países tropicales o cercanos al ecuador permiten cultivos de ciertos productos al aire libre todo el año, frente a países de la zona templada donde esto no siempre es posible. Así los países más ecuatoriales exportan frecuentemente café, azúcar o bananas.
- Diferencias en las dotaciones de factores y recursos naturales Similarmente al caso anterior, algunos países tienen importantes reservas petroleras o mineras que los hacen exportadores de dichos recursos. Pero el caso no se restringe a recursos naturales, sino también a población trabajadora o capital físico. E. Hecksher y B. Ohlin a formularon el modelo Hecksher-Ohlin que predice que la ventaja comparativa en un determinado bien corresponde a un país o región donde abunden más los factores de producción necesarios para la producción de dicho bien. Esta teoría explica por ejemplo que Canadá sea uno de los principales exportadores de productos forestales (por la abundancia de bosques), mientras que Bangladés o China (con grandes cantidades de mano de obra no cualificada) sean exportadores de textiles.
- Diferencias de tecnología y especialización A veces diferentes países tienen similares dotaciones iniciales de factores de producción, pero debido a la especialización de décadas o la propagación de pequeñas innovaciones tecnológicas y organizativas tienen ventaja en ciertos productos. Durante los años sesenta y setenta, Japón tenía una clara ventaja comparativa en la producción de automóviles sobre Estados Unidos. Y desde hace décadas los Estados Unidos han tenido ventaja comparativa en la producción de aviones, aunque en las últimas décadas la industria europea ha recortado gran parte de esta ventaja comparativa.  Sin embargo, en el mediano y largo plazo  no existen ventajas comparativas en cuanto el desarrollo de Bienes de Capital ―maquinaria, electrónica, etc.―, dado que todos los países sin excepción pueden desarrollarlas si disponen de ―o pueden adquirir― las materias primas esenciales y de conocimiento, siendo este último también desarrollable. Se deduce entonces que las limitaciones que determinan si un país permanece subdesarrollado son más políticas que físicas.

### Consecuencias de la ventaja comparativa
- Actualmente se sigue considerando que una de las causas determinantes del comercio internacional es las diferencias en las ventajas comparativas que presenta cada país.
- El principio de la ventaja comparativa junto con la observación de que los diferentes factores de producción no son igual de abundantes, llevan de acuerdo con el modelo de Heckscher-Ohlin a que los países tenderán a ser exportadores de productos cuya producción requiera de factores producción relativamente abundantes en el país.

## Citas
- David Ricardo, Principios de Economía Política y de Tributación. (1817).

«[Si los capitales ingleses pudiesen invertirse en Portugal] los capitalistas ingleses y los consumidores de los dos países saldrían ganando si tanto el paño como el vino se produjeran en Portugal».

- Paul Krugman, Fundamentos de Economía (2008)

«Cuando los países se especializan en la producción de aquellos bienes en los que poseen ventaja comparativa y los intercambian por otros bienes, aumentará la producción mundial de todos los bienes.»

## Crítica de la teoría de la ventaja comparativa
Las formulaciones clásicas y neoclásicas de la teoría de la ventaja comparativa difieren en las herramientas que utilizan, pero comparten la misma base y lógica. La teoría de la ventaja comparativa dice que las fuerzas del mercado impulsan todos los factores de producción para su mejor uso en la economía. Indica que el libre comercio internacional beneficiaría a todos los países participantes y al mundo en su conjunto porque podrían aumentar su producción global y consumir más al especializarse según sus ventajas comparativas. Las mercancías se abaratarían y estarían disponibles en mayores cantidades.  Además, esta especialización no se produciría por casualidad o por intención política, sino que sería automática. Sin embargo, según los economistas no neoclásicos, la aplicación de las teorías del libre comercio y de las ventajas comparativas se basa en supuestos que no son ni teórica ni empíricamente válidos
suposición poco realista 1, el capital y el trabajo no son internacionalmente móviles

La inmovilidad internacional de la mano de obra y el capital es fundamental para la teoría de la ventaja comparativa. Sin ella, no habría razón para que el libre comercio internacional se regule por medio de la ventaja comparativa. Los economistas clásicos y neoclásicos asumen que el trabajo y el capital no se mueven entre naciones. En el plano internacional, sólo los bienes producidos pueden circular libremente, con el capital y la mano de obra atrapados dentro de los países. David Ricardo era consciente de que la inmovilidad internacional del trabajo y el capital es una hipótesis indispensable. Dedicó la mitad de su explicación de la teoría a ello en su libro. Incluso explicó que si la mano de obra y el capital podían moverse internacionalmente, entonces la ventaja comparativa no podía determinar el comercio internacional. Ricardo asumió que las razones de la inmovilidad del capital serían: 
 "la inseguridad imaginaria o real del capital, cuando no está bajo el control inmediato de su dueño, así como la natural renuencia que todo hombre tiene a abandonar su país natal y sus conexiones, y a confiarse con todos sus hábitos fijos, a un gobierno extraño y a nuevas leyes".
Los economistas neoclásicos, en cambio, defienden la idea de que la escala de estos movimientos de trabajadores y capital es insignificante. Han desarrollado la teoría de la compensación de precios por factores que hacen que estos movimientos sean superfluos.
En la práctica, sin embargo, los trabajadores se desplazan en gran número de un país a otro. Hoy en día, la migración de la mano de obra es realmente un fenómeno mundial. Y, a medida que los costos de transporte y comunicación han disminuido, el capital se ha vuelto cada vez más móvil y se mueve con frecuencia de un país a otro. Además, el supuesto neoclásico de que los factores están atrapados a nivel nacional no tiene base teórica, y el supuesto de la igualación de los precios de los factores no puede justificar la inmovilidad internacional. Además, no hay pruebas de que los precios de los factores se igualen en todo el mundo. Por lo tanto, las ventajas comparativas no pueden determinar la estructura del comercio internacional·.
Si tienen movilidad internacional y el uso más productivo de los factores se realiza en otro país, el libre comercio les llevará a emigrar a ese país. Esto beneficiará a la nación a la que emigran, pero no necesariamente a otras. Este problema se aplica a todos los factores de producción, pero el corazón del problema es el capital. Así pues, la movilidad del capital sustituye a la ventaja comparativa, que se aplica cuando el capital se ve obligado a elegir entre varios usos dentro de una única economía nacional, con ventaja absoluta a nivel internacional. Y la ventaja absoluta no garantiza un buen resultado para todos los socios comerciales. El comercio pasa así de una garantía teórica de relaciones ganar-ganar a una posibilidad de relaciones ganar-perder·.
suposición poco realista 2, no hay externalidades
Una externalidad es el término que se utiliza cuando el precio de un producto no refleja su costo o valor económico real. La clásica externalidad negativa es la degradación del medio ambiente, que reduce el valor de los recursos naturales sin aumentar el precio del producto que los ha dañado. La clásica externalidad positiva es la invasión tecnológica, en la que la invención de un producto por parte de una empresa permite que otros lo copien o construyan sobre él, generando una riqueza que la empresa original no puede captar. Si los precios están equivocados debido a externalidades positivas o negativas, el libre comercio producirá resultados subóptimos·.
Por ejemplo, los productos de un país con normas de contaminación poco estrictas serán demasiado baratos. Como resultado, sus socios comerciales importarán demasiado. Y el país exportador exportará demasiado, concentrando su economía demasiado en industrias que no son tan rentables como parecen, ignorando el daño de la contaminación.
En cuanto a las externalidades positivas, si una industria genera efectos indirectos tecnológicos para el resto de la economía, el libre comercio puede permitir que esa [industria] sea eliminada por la competencia extranjera porque la economía ignora su valor oculto. Algunas industrias generan nuevas tecnologías, permiten mejoras en otras industrias y estimulan los avances tecnológicos en toda la economía; por lo tanto, perder estas industrias significa perder todas las industrias que habrían resultado de ellas en el futuro·.
suposición poco realista 3, los recursos productivos se mueven fácilmente de una industria a otra
La teoría de la ventaja comparativa se ocupa del mejor uso de los recursos y de la forma de aprovechar la economía al máximo. Pero asume que los recursos utilizados para producir un producto pueden ser utilizados para producir otro. Si no pueden, las importaciones no empujarán la economía hacia industrias más adecuadas a su ventaja comparativa y sólo destruirán las industrias existentes.
Por ejemplo, cuando los trabajadores no pueden trasladarse de una industria a otra -por lo general porque no tienen las habilidades adecuadas o no viven en el lugar correcto- los cambios en la ventaja comparativa de la economía no los trasladarán a una industria más apropiada, sino al desempleo o a trabajos precarios y poco productivos·.
suposición poco realista 4, las ganancias del comercio internacional son sólo ganancias estáticas
La teoría de la ventaja comparativa permite un análisis "estático" en lugar de "dinámico" de la [economía (actividad humana)|economía. Es decir, mira los hechos de un solo momento y determina la mejor respuesta a esos hechos en ese momento, dadas nuestras productividades en varias industrias. Pero cuando se trata de un crecimiento a largo plazo, no dice nada sobre cómo los hechos pueden cambiar mañana y cómo pueden ser cambiados a favor de alguien. No dice cuál es la mejor manera de convertir los factores de producción en factores más productivos mañana·.
Según la teoría, la única ventaja del comercio internacional es que los bienes se vuelven más baratos y disponibles en mayores cantidades. Por consiguiente, el único beneficio del comercio internacional sería la mejora de la eficiencia estática de los recursos existentes. Y la formulación neoclásica supone que los factores de producción sólo se dan de forma exógena. Los cambios exógenos pueden provenir del crecimiento demográfico, las políticas industriales, la tasa de acumulación de capital (propensión a la seguridad) y los inventos tecnológicos, entre otros. Los desarrollos dinámicos endógenos al comercio, como el crecimiento económico, no están incorporados en la teoría de Ricardo. Y esto no se ve alterado por lo que se llama "ventaja comparativa dinámica". En estos modelos, la ventaja comparativa se desarrolla y cambia a lo largo del tiempo, pero este cambio no es el resultado del comercio en sí mismo, sino de un cambio en los factores exógenos·.
Sin embargo, el mundo, y en particular los países industrializados, se caracterizan por ganancias dinámicas endógenas al comercio, como el crecimiento técnico que ha llevado al aumento del nivel de vida y la riqueza del mundo industrializado. Además, las ganancias dinámicas son más importantes que las estáticas.
suposición poco realista 5, el comercio siempre estará equilibrado y hay un mecanismo de ajuste
Una suposición crucial tanto en las formulaciones clásicas como neoclásicas de la teoría de la ventaja comparativa es que el comercio está equilibrado, lo que significa que el valor de las importaciones es igual al valor de las exportaciones de cada país. El volumen del comercio puede cambiar, pero el comercio internacional siempre estará en equilibrio al menos después de algún tiempo de ajuste. El equilibrio del comercio es esencial para la teoría porque el mecanismo de ajuste resultante es el responsable de transformar las ventajas comparativas de los costos de producción en ventajas absolutas de precio. Y esto es necesario porque son las diferencias de precios absolutos las que determinan el flujo internacional de mercancías. Dado que los consumidores compran un bien al vendedor más barato, las ventajas comparativas en términos de costos de producción deben transformarse en ventajas absolutas de precio. En el caso de los tipos de cambio flexibles, es el mecanismo de ajuste de los tipos de cambio el responsable de esta transformación de las ventajas comparativas en ventajas absolutas de los precios. En el caso de los tipos de cambio fijos, la teoría neoclásica sostiene que el comercio se equilibra con los cambios en las tasas salariales·.
Por lo tanto, si el comercio no está equilibrado per se y si no hay un mecanismo de ajuste, no hay razón para lograr una ventaja comparativa. Sin embargo, los desequilibrios comerciales son la norma y el comercio equilibrado es en la práctica sólo una excepción. Además, las crisis financieras, como la crisis asiática del decenio de 1990, demuestran que los desequilibrios de la balanza de pagos rara vez son benignos y no se autorregulan. No hay ningún mecanismo de ajuste en la práctica. Las ventajas comparativas no se traducen en diferencias de precios y, por lo tanto, no pueden explicar las corrientes comerciales internacionales. Por lo tanto, la teoría puede recomendar muy fácilmente una política comercial que nos dé el más alto nivel de vida posible a corto plazo, pero ninguna a largo plazo. Esto es lo que sucede cuando una nación tiene un déficit comercial, lo que necesariamente significa que se endeuda con extranjeros o les vende sus activos existentes. Así, la nación aplica un frenesí de consumo a corto plazo seguido de un declive a largo plazo·.
suposición poco realista 6, el comercio internacional se entiende como el trueque
La suposición de que el comercio siempre estará equilibrado es un corolario del hecho de que el comercio se entiende como trueque. La definición de comercio internacional como comercio de trueque es la base para la suposición de un comercio equilibrado. Ricardo insiste en que el comercio internacional tiene lugar como si fuera un mero comercio de trueque, presunción que mantienen los economistas clásicos y neoclásicos posteriores. La teoría de la cantidad de dinero, que Ricardo utiliza, asume que el dinero es neutral y descuida la velocidad de una moneda. El dinero sólo tiene una función en el comercio internacional, a saber, como medio de intercambio para facilitar el comercio·.
En la práctica, sin embargo, la velocidad de circulación no es constante y la cantidad de dinero no es neutral para la economía real. Un mundo capitalista no se caracteriza por una economía de trueque sino por una economía de mercado. La principal diferencia en el contexto del comercio internacional es que "las ventas y las compras ya no tienen que coincidir". El vendedor no está necesariamente obligado a comprar inmediatamente. Por lo tanto, el dinero no es sólo un medio de intercambio. Es principalmente un medio de pago y también se utiliza para almacenar valor, para saldar deudas, para transferir riqueza. Así, contrariamente a la hipótesis de trueque de la teoría de la ventaja comparativa, el dinero no es una mercancía como cualquier otra. Más bien, es de importancia práctica poseer específicamente dinero en lugar de cualquier mercancía. Y el dinero como reserva de valor en un mundo de incertidumbre influye significativamente en los motivos y decisiones de los poseedores y productores de riqueza·.
suposición poco realista 7, el trabajo o el capital se utiliza a plena capacidad
Ricardo y los economistas clásicos subsiguientes asumen que la mano de obra tiende a estar plenamente empleada y que el capital siempre se utiliza plenamente en una economía liberalizada, porque ningún propietario de capital dejará su capital sin utilizar, sino que siempre tratará de obtener un beneficio de él. El hecho de que no exista un límite para el uso del capital es una consecuencia de la ley de Jean-Baptiste Say que presume que la producción está limitada solo por los recursos, lo que también es adoptado por la ley de los economistas neoclásicos .
Desde un punto de vista teórico, la teoría de la ventaja comparativa debe suponer que el trabajo o el capital se utiliza a plena capacidad y que los recursos limitan la producción. Esto se debe a dos razones: la realización de ganancias a través del comercio internacional y el mecanismo de ajuste. Además, este supuesto es necesario para el concepto de costos de oportunidad. Si existe desempleo (o recursos infrautilizados), no hay costos de oportunidad, porque el producto de un bien puede aumentarse sin disminuir el producto de otro bien. Dado que las ventajas comparativas están determinadas por los costos de oportunidad en la formulación neoclásica, éstos no pueden ser calculados y esta formulación perdería su base lógica·.
Si los recursos de un país no se utilizaban plenamente, se podía aumentar la producción y el consumo a nivel nacional sin participar en el comercio internacional. Todo el fundamento del comercio internacional desaparecería, al igual que las posibles ganancias. En ese caso, un Estado podría incluso ganar más si se abstuviera de participar en el comercio internacional e impulsara la producción nacional, ya que ello permitiría emplear más mano de obra y capital y aumentar el ingreso nacional. Además, cualquier mecanismo de ajuste que subyace a la teoría ya no funciona si existe desempleo·.
Sin embargo, en la práctica, el mundo se caracteriza por el desempleo. El desempleo y el subempleo del capital y la mano de obra no son fenómenos a corto plazo, sino que son comunes y generalizados. El desempleo y los recursos sin explotar son la regla y no la excepción.
Situación poco realista 8, no explica bien el comercio entre países con capacidades industriales similares. Por ejemplo España y Francia comercian automóviles entre sí sin que uno tenga una ventaja comparativa sobre el otro. En este caso tenemos que tener en cuenta, la diferenciación del producto y en las ventajas competitivas que tengan las distintas industrias de ambos países.